# اوپن‌بی‌اس‌دی ژورنال
اوپن‌بی‌اس‌دی ژورنال (به انگلیسی: OpenBSD Journal) یک نشریه آنلاین است که موضوع آن رویدادها و نرم‌افزارهای مرتبط با سیستم‌عامل اوپن‌بی‌اس‌دی است. اوپن‌بی‌اس‌دی ژورنال در سال ۲۰۰۰ به وجود آمد و تا تاریخ ۱ آوریل سال ۲۰۰۴ در آدرس deadly.org دایر بود. در این تاریخ، دو تا از ویراستارهای نشریه به نام‌های جیمز فیلیپ و جوز نازاریو اعلام کردند که نشریه فعالیت خود را متوقف کرده‌است. دنیل هارتمیر به منظور حفاظت از محتوای نشریه یک نسخه پشتیبان از آن تهیه کرد. رسیدگی بیشتر به ساختار مقالات منجر به ایجاد یک موتور مبتنی بر سی‌جی‌آی شد که دسترسی به محتوای deadly.org را در یک سرویس‌دهنده پشتیبان ممکن می‌ساخت. به تبع آن، قابلیت افزودن مقالات جدید هم پیاده‌سازی شد و ویراستارهای قبلی اجازه یافتند مقالات را مجدداً منتشر کنند. این گونه بود که اوپن‌بی‌اس‌دی ژورنال در تاریخ ۹ آوریل ۲۰۰۴ در آدرس فعلی‌اش مجدداً متولد شد.

## نقش در جامعه اوپن‌بی‌اس‌دی
در قسمت سوالات پرتکرار (FAQ) اوپن‌بی‌اس‌دی، از اوپن‌بی‌اس‌دی ژورنال به عنوان یکی از دو منبع مستقل «پر برکت» دربارهٔ اوپن‌بی‌اس‌دی نام برده شده‌است. این نشریه به‌طور گسترده به عنوان منبعی معتبر برای اطلاعات مربوط به اوپن‌بی‌اس‌دی شناخته شده‌است. اوپن‌بی‌اس‌دی ژورنال گزارشگر اصلی رویدادهایی نظیر هکاتون‌ها است. این وب سایت همچنین وبلاگ‌های توسعه‌دهندگان اوپن‌بی‌اس‌دی را هم میزبانی می‌کند.